# Ригель (рельеф)

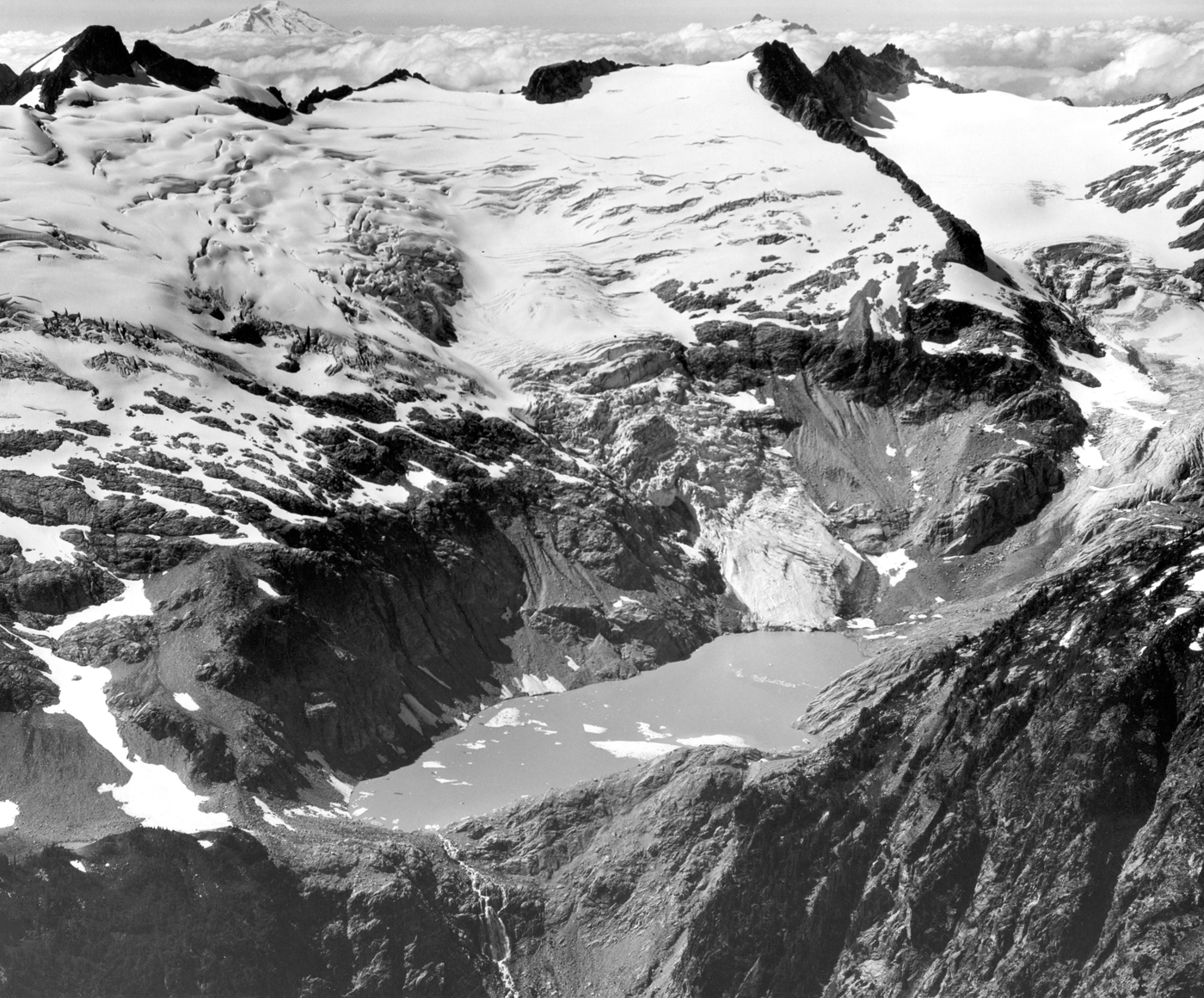
Ледники Клаватти (в центре) и Северный Клаватти (справа), Северные Каскадные горы, США. Там, где ледники перетекают через ригели, видны ледопады. Ниже расположен бассейн выпахивания, занятый озером, которое подпирает ещё один ригель, через который идёт сток воды

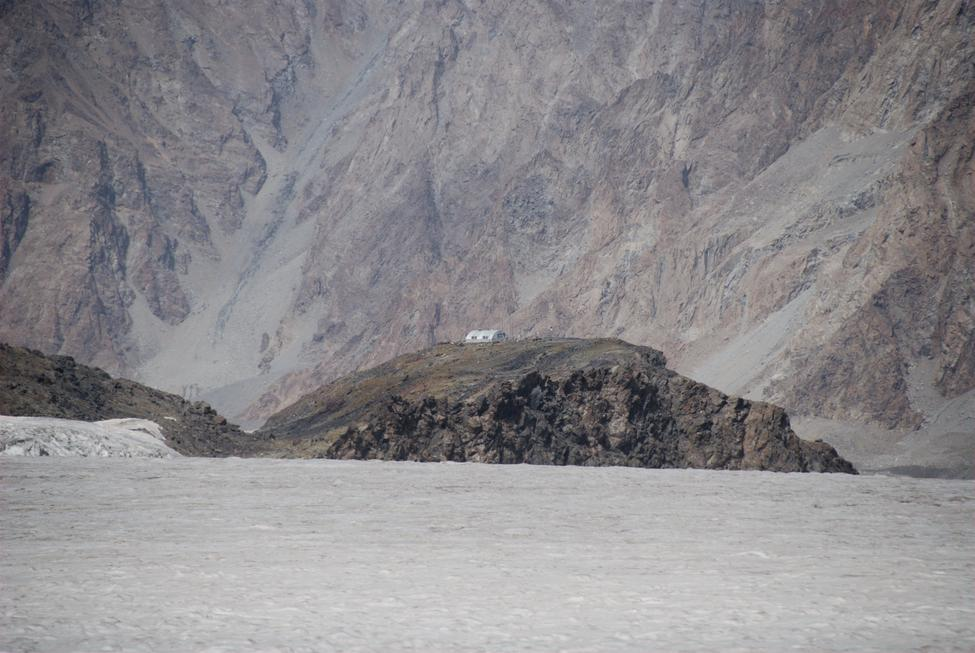
Гидрометеорологическая станция «Ледник Федченко» расположена на ригеле

Ригель — поперечный скалистый уступ на дне ледниковой долины.
Образуется, как и бараньи лбы, при выпахивании ледником своего ложа. При этом мягкие породы разрушаются и уносятся ледником, а более твёрдые остаются, образуя уступ. Ригели также возникают в местах слияния ледников, где они усиленно выпахивают ложе и переуглубляют долину.
Там, где ледник перетекает через ригель, на поверхности ледника обычно есть ледопад или зона трещин. Ригель может быть полностью скрыт льдом или выступать над ним, образуя нунатак.
Продольные профили троговых долин имеют характерную ступенчатую форму, обусловленную чередованием приподнятых скалистых ступеней, то есть ригелей, и переуглубленных участков — бассейнов выпахивания. Если ледники отступили, то бассейны обычно служат ваннами озёр или заполнены речными отложениями, а ригели почти всегда обнажены; подобно бараньим лбам, они резко асимметричны — имеют сглаженные исштрихованные напорные склоны и неровные обрывистые склоны, обращённые вниз по долине.
На ригеле ледника Федченко расположена самая высокогорная в мире метеостанция.